# Таволга (посёлок)
Таволга — деревня в Кыштовском районе Новосибирской области. Входит в состав Новочекинского сельсовета.

## География
Площадь деревни — 14 гектаров.

## История
В 1976 году указом Президиума Верховного Совета РСФСР посёлок фермы  колхоза им. Карла Маркса переименован в Таволгу.

## Население
| 2002 | 2007 | 2010 |
| ---- | ---- | ---- |
| 75   | ↗76  | ↘56  |

## Инфраструктура
В деревне по данным на 2007 год отсутствует социальная инфраструктура.